# 수도권 신도시 철도
수도권 신도시 철도 주식회사(일본어: 首都圏新都市鉄道株式会社 슈토켄신토시테쓰도카부시키가이샤[*])는 제3섹터 방식의 철도회사로서 조반선의 신선(쓰쿠바 익스프레스 선, 약칭 TX)의 건설을 위해 설립되었다. 출자는 연선의 지방공공단체와 민간기업이 담당했다.
호쿠소 철도, 사이타마 고속철도, 도요 고속철도와 같이 신도시 개발형 제3섹터 철도가 건설비의 이자부담으로 인해 높은 운임을 책정해 승객이 감소하는 악순환을 교훈으로 삼아 건설비의 대부분을 무이자로 조달한 것이 특징이다. 또 건설비 절감과 1인 승무 채용 등으로 원가 절감을 실현, 다른 사철과 고속버스에 대해 충분한 경쟁력을 가질 수 있는 운임 수준을 실현했다. 이와 더불어 고속운전에 의한 편리성이 더해져 운송실적의 호조가 이어지고 있다.
그러나 예상되었던 JR 동일본 조반선의 수송분담은 쓰쿠바 익스프레스 선이 지바 이북으로는 이바라키 현 쓰쿠바시로 향하는 관계로 예상보다 적은 상황이다.

## 연혁
- 1991년 3월 15일: 설립
- 2005년 8월 24일: 쓰쿠바 익스프레스 선 개통

## 노선
- 쓰쿠바 익스프레스 선: 아키하바라역 - 쓰쿠바 역 58.3km

## 차량

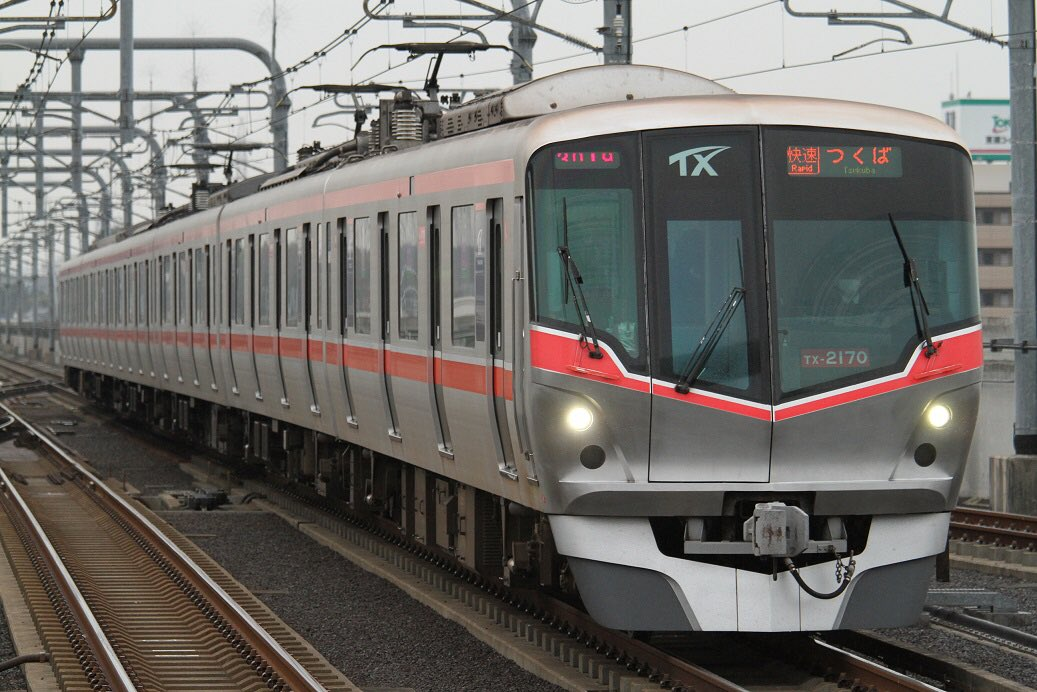
TX-2000계 전동차

- TX-1000계: 6량 1편성, 14편성
- TX-2000계: 6량 1편성, 16편성

### 편성
TX-1000계 (직류구간 전용차량): 전동차와 부속차의 구성비(MT비)는 1:1(3M 3T)
| 1   | 2  | 3  | 4   | 5   | 6   |
| CT1 | M1 | T' | M1' | M2' | CT2 |

2호차에 1기, 4호차에 2기의 팬터그래프가 장착되어 있다. 전차량의 좌석은 롱시트.

TX-2000계(직류・교류구간 겸용차량): MT비는 2:1(4M 2T)
| 1   | 2  | 3  | 4   | 5   | 6   |
| CT1 | M1 | M2 | M1' | M2' | CT2 |

2, 4호차에 2기의 팬터그래프가 장착되어 있다. 3, 4호차에는 세미크로스시트가 장착되어 있다.
모든 차량의 최고속도는 130km/h, 가속도는 3.0km/h/s이며 ATC신호에 대응한다. 전차량이 한면당 4개의 문이 있는 관계로 화장실이 설치되어 있지는 않다. 기본적으로 TX-1000계는 보통열차, TX-2000계는 구간쾌속과 쾌속에 투입되나 심야에는 일부 TX-1000계도 구간쾌속에 투입된다. 그러나 TX-1000계의 운행에 TX-2000계가 투입되는 경우는 비교적 많다.

### 차량번호를 붙이는 방식
TX-○○○○
- 천의 자리: 직류전용은 1, 직교류겸용은 2
- 백의 자리: 차량번호(쓰쿠바 방향으로부터 아키하바라 방향으로 1~6)
- 십의 자리: 편성번호(TX-1000계는 01~14, TX-2000계는 51~66)

## 같이 보기
- 수도권 신도시 철도 쓰쿠바 익스프레스